# صفراء (جنس)
صَّفْراءُ أو صفارا أو صفيرة (الاسم العلمي: Schimpera arabica)، جنس نبات مزهر وحيد النوع من فصيلة الكرنبية. أعطانه شبه الجزيرة العربية.